# عبد القادر أرناؤوط
عبد القادر أرناؤوط وهو مصمم إعلاني ومصور تشكيلي ومزخرف سوري من أسرة ألبانية الأصل.

## حياته

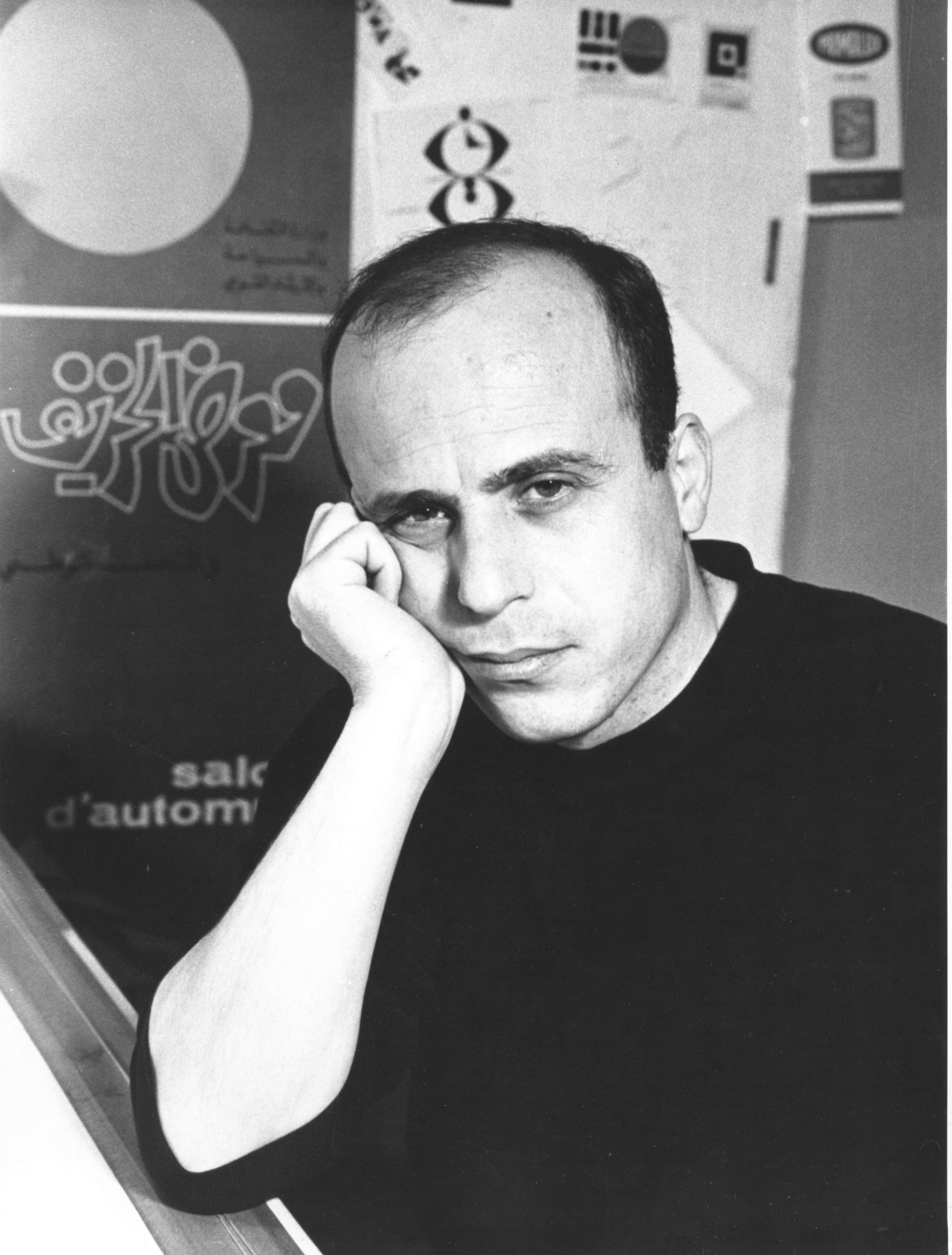

ولد الفنان عبد القادر أرناؤوط في دمشق، سورية سنة 1936. نال شهادة الثانوية العامة من مدرسة أسعد عبد الله، وكان من أصدقائه في المدرسة مروان قصاب باشي. كانت أسرته محدودة الموارد المالية مما دعاه إِلى خوض غمار الحياة العملية بعد إِتمامه دراسته الثانوية في دمشق، فعمل موظفاً في مديرية الإِحصاء والتخطيط ووزارة الثقافة.
في عام 1962م تم إيفاده من قبل وزارة الثقافة السورية إلى أكاديمية الفنون الجميلة في روما لدراسة الفنون. تخرج الفنان من الأكاديمية سنة 1964م، تم إيفاده مرة أخرى عام 1972 ولكن هذه المرة إلى فرنسا، ليتابع دراسة الإعلان في المدرسة الوطنية العليا للفنون الزخرفية وليحصل بعد ذلك على دبلوم الاتصالات البصرية، وفي عام 1973م قام بدراسات إضافية في المدرسة الوطنية العليا للفنون الزخرفية في باريس.
اهتم الفنان بالرسم وكتابة الشعر بالعربية والإنجليزية وتعلم العديد من اللغات مثل الإيطالية والفرنسية والإنجليزية واليابانية كما أنه ابتكر أنواعاً متعددة من أساليب الخط العربي الحديث التي ما تزال تستخدم حتى الاَن.
أثبت عبد القادر أرناؤوط تميزه في فن الإعلان خاصة أنه كان الشخص الرئيسي الذي قام بإدخال هذا النوع من الفن إلى مجالات الحياة المختلفة في سورية كالمسرح والسينما و الحفلات الموسيقية والمعارض والحياة العامة.
لقد كان الفنان عبد القادر أرناؤوط من أكثر الفنانين السوريين الذين عرفوا أهمية الحداثة الفنية وما يمكن أن تعطيه من محلية وخصوصية للفن والتصوير في سورية، واكتشف أيضاً أن على الفنان التعبير عن طريق الرموز والقيم المحلية، وأن قضية الفن أوسع من الصيغ التقليدية المألوفة.
لقد خطا نحو التجديد اللوني المعبر عن أعماق الأشكال، وقد أوحت إليه بيوت دمشق القديمة، وحاراتها وألوانها، وجدرانها، وأكسبته قدرة على التعبير اللوني الذاتي، وذلك نتيجة تماسه المباشر مع هذه البيوت وما تملكه من جدران مهترئة قديمة، وما تنعكس عليها من ألوان مختلفة متداخلة بفعل تأثير الإنسان وعوامل الطبيعة فنراه يستخدم الكولاج، حيث يأخذ قطعة خشبية مطعمة بالصدف من كرسي أو صندوق خشبي قديم ويلصقها على سطح القماش الأبيض كجزء من مساحة اللوحة وتكوينه إضافة إلى صيغ تجريدية شاعرية مستمدة من الكتابة العربية والزخرفة الهندسية (دوائر- مستطيلات- مربعات- مثلثات..إلخ)، ومن خلال هذه العناصر استمرّ الفنان في الإنجاز وفي تقديم مختلف المحاولات والتجارب الفنية المعتمدة بشكل كبير على الكتابة العربية لصياغة لوحاته من خلال المفاهيم الأساسية للفن التجريدي.
عمل في وزارة الثقافة، مديرية الفنون الجميلة، ودرّس في كلية الفنون الجميلة، ثم أسس قسم الاتصالات البصرية وأصبح رئيساً له حتى وفاته، صمم ملصقات معرض دمشق الدولي وملصقات وشعارات وأغلفة العديد من الكتب.
كما كان من أهم مصمماته ملصق دورة ألعاب البحر الأبيض المتوسط 1987 في اللاذقية.
أعماله مقتناة من قبل وزارة الثقافة السورية، المتحف الوطني بدمشق، متحف دمر، وضمن مجموعات خاصة. في روما وباريس وسورية، وقد توفي عبد القادر أرناؤوط سنة 1992 في دمشق.